# سلسله معدانی
سلسله معدانی سلسله پادشاهی اسلامی بلوچ تباری بود که توسط خاندان معدان اداره می شد و از اواخر قرن نهم یا اوایل قرن دهم تا حدود قرن یازدهم بر سلطنت مکران(بلوچستان) حکومت کرد.
این خاندان یکی از خاندان‌های اشرافی و سلطنتی بین مردم بلوچ است که برای مدت یکصد سال حکومت در مکران را در دست داشتند. دولت معدانی بعد از مرگ محمود غزنوی از غزنویان به رهبری سلطان عیسی بن معدان استقلال خود را اعلام کردند و تا زمان شکست این دولت از مسعود غزنوی بر پهنه مکران (تمام بلوچستان) حکمرانی کردند. بعد از شکست عیسی بن معدان برادر وی بوالعسکر که در دربارغزنویان موجب تحریک غزنویان برای فتح مجدد مکران شد و سلطان مسعود غزنوی بعد از فتح مجدد مکران(بلوچستان) حاکمیت را به دست برادر عیسی شاه مکران داد و مکران به قلمری غزنوی برگشت. آنها از جمله اولین گروه‌های ایرانی تباری بودند که علیه حکومت اعراب بر مکران قیام کردند. گرچه این موضوع کمی قبل از آنها در حدود ۷۱ تا ۸۱ ه‍.ق به‌دست علافی‌ها نیز صورت وقوع یافته بود اما دولت علافی در مکران دوام نیافت و توسط خلفای مسلمان ختم گردید.

## معدانیان بلوچ
یکی از رهبران مردم بلوچ در مکران فردی بنام معدان بود. وی از لقب سهمی برای خود استفاده می‌کرد که بنوعی این عنوان توسط تنی چند از دیگر اعیان و اشراف ایرانی در سده‌های نخستین اسلامی استفاده می‌شده و شاید این عنوان را بتوان با عنوان «رازی» در یک سطح دانست. چراکه هر دوی این عناوین، تنها توسط ایرانیان اصیلی که به خاندان‌های پیش از اسلام در ایران منسوب هستند استفاده می‌شده. با این وجود پس از آنکه معدان در سال ۳۴۰ ه‍.ق بر قلمرو مکران چیره شد از القاب سلطنتی همچون امیر، سلطان کیچ، خسرو مکران، پهلوان و … استفاده کرد. مهم‌ترین لقب سلطنتی که وی برای خویش برگزید عنوان «مِهْراج» می‌باشد. مطابق با بررسی‌های زبان شناسان ایران شرقی، این عنوان ریشه در زبان بلوچی و اشتراکات فرهنگی بلوچ‌ها با اقوام دیگری همچون راجپوت‌ها، سندیها و … دارد چرا که راجپوت‌ها و سندی‌ها از عنوان مشابهی یعنی «مهاراجه» استفاده می‌کنند. این عنوان در گویش و تلفظ بلوچی به این طریق است: «مِیْ/مِهْ + راجَ / راجءَ = مِهْراجَ / مِیْ راجءَ» به این ترتیب عنوان مذکور به معنی «شاه من» می‌باشد.
معدانی‌ها پس از امیر معدان یکم به توسعه و گسترش حکومت خویش پرداختند، سکه‌های دولت معدانی کمابیش در حدود پنجگور، خاران و سایر نقاط بلوچستان و مکران یافت شده‌اند که حکایت از رونق اقتصادی آن مرز و بوم در عصر معدانیان بلوچ دارد.

## فرمانروایان
1. امیر معدان یکم، ملقب به معدان سهمی و مهراج.
2. امیر عیسی یکم، ملقب به عیسی مغرور و مهران.
3. امیر ابوالعساگر حسین، ملقب به مهراج دوم
4. امیر معدان دوم، ملقب به مهراج سوم.
5. امیر عیسی دوم، ملقب به مکرانی، مهراج چهارم، مغرور.
6. امیرحسین، ملقب به مهراج پنجم.[۷]